# Tessère de Nuahine
Nuahine Tessera
Pour les articles homonymes, voir Nuahine.
La tessère de Nuahine (désignation internationale : Nuahine Tessera) est un terrain polygonal situé sur Vénus dans le quadrangle de Diana Chasma. Il a été nommé en référence à Nuahine, déesse rapanui du destin.